# Neoitamus rudis
Neoitamus rudis är en tvåvingeart som först beskrevs av Walker 1855.  Neoitamus rudis ingår i släktet Neoitamus och familjen rovflugor. Inga underarter finns listade i Catalogue of Life.